# Moutine Ravine
Die Moutine Ravine (auch: Mouline Ravine) ist ein kleiner Zufluss des Blenheim River im Norden von Dominica im Parish Saint Andrew.

## Geographie
Die Moutine Ravine entspringt am Nordhang des Tête Montagne auf ca. 280 m über dem Meer und fließt parallel zum Palmasonian River nach Norden. Am östlichen Ortsrand von Dos D'Âne mündet sie in den Blenheim River. Östlich schließt sich das Einzugsgebiet der Dunkin Ravine an.
Der Fluss ist ca. 2,15 km lang.